# Juan Pablo Ángel
Juan Pablo Ángel Arango (Medellín, 24 de octubre de 1975) es un exfutbolista colombiano que jugaba como delantero. Su último club fue el Atlético Nacional de Medellín  Colombia.

## Historial
Debutó como delantero en el año de 1993 con el club verdolaga, con quien logró su primer campeonato como profesional en 1994, aparte fue campeón de la Copa Interamericana 1995 y subcampeón de la Copa Libertadores 1995, luego jugó en River Plate de Argentina, desde 1998 hasta 2000, consiguiendo gran reconocimiento y logrando destacadas actuaciones; siendo además el goleador del Apertura 2000 con 13 goles, que lo llevarían a jugar al club Aston Villa de la Premier League inglesa.
También llegó a jugar en Estados Unidos, en los clubes NY Red Bulls, LA Galaxy y Chivas USA. En enero de 2013 se anunció su regreso al Atlético Nacional, club en el cual inició su carrera profesional y en el cual la terminó.
Durante el sorteo para la Copa Libertadores 2014 la Conmebol homenajeó a 7 jugadores históricos debido a sus aportes en el desarrollo y la jerarquía del fútbol continental, entre los que se encuentra Ángel, pero no pudo asistir a recibir dicho reconocimiento ya que se encontraba disputando la final del Fútbol Colombiano con su club.
Trabajó durante un tiempo como Director de Asuntos Deportivos de Atlético Nacional. Actualmente se desempeña como Asesor Técnico de Los Angeles FC.

## Trayectoria deportiva

### Atlético Nacional
La carrera de Juan Pablo Ángel comenzó en el Atlético Nacional (club donde termina su carrera). Gracias a su desempeño como futbolista logró mejorar su nivel y así logrando 2 promociones River Plate e Independiente en Argentina, también el Trabzonspor de Turquía que ofreció tan sólo 2 millones de euros, oferta rechazada inmediatamente y la de Independiente que retiró su oferta. Finalmente el River Plate fue aceptado y en su primer partido marcó 2 goles, lo que cautivó a varios equipos europeos.

### River Plate
Precisamente, la anotación que logró en la Supercopa 1997 le dio el salto para llegar a Argentina. Su gol que marcó fue contra River Plate en la primera ronda del certamen y su actuación contra los argentinos llenó de motivos a River Plate para ficharlo a mediados del año 1998 y en el cual duró hasta diciembre del año 2000.
En el equipo de “Los Millonarios” Juan Pablo Ángel conformó una delantera mágica junto a Pablo Aimar, Ariel Ortega y Javier Saviola, que se conocía como los “4 Fantásticos”. Allí conquistó el Torneo Apertura de 1999, además del Clausura 2000, certamen en el que se llevó el trofeo de goleador, gracias a las 13 anotaciones conseguidas.
En total fueron 62 goles los que marcó con River Plate en sus 2 años y medio en el fútbol argentino. 16 de ellos los consiguió en la Copa Libertadores de América de 1998 y 2000. Precisamente, en esta última enfrentó a Nacional en la fase de grupos y marcó un gol en la visita de los argentinos al Atanasio Girardot.

### Aston Villa
Los 65 goles con River y la gran actuación con los “4 Fantásticos” lo llevaron a otros rumbos en 2001. Desembarcó en el Aston Villa por 9.5 millones de libras y jugó por 6 temporadas. Allí logró el título de la Copa Intertoto, certamen en el que marcó dos goles.
En total fueron 62 las celebraciones del atacante colombiano en el fútbol de Inglaterra, entre la Premier League, FA Cup y la Copa de la Liga Inglesa. Su mejor producción de goles con el Aston Villa la consiguió en la temporada 2003-04. Durante este tiempo fueron 23 goles, 16 en la Premier y 7 en la Copa Inglesa.
Recientemente se especuló que dejó el Aston Villa por la falta de actividad en el club y por el dinero ofrecido para jugar en una liga de menor competitividad.

### New York Red Bulls
Debutó el 13 de mayo de 2007, enfrentando al club Colorado Rapids, seis días después enfrentó al club Columbus Crew, partido en el que participó con una asistencia y marcando su primer gol en la MLS, contribuyendo de esta manera a la victoria de su club por 4-0.
Ángel continuó con su racha goleadora el 24 de mayo de 2007, en la victoria de su equipo 3-0 sobre el Chicago Fire, contribuyendo con dos goles y una asistencia. Estas destacadas actuaciones lo llevaron a ser elegido el mejor jugador en el mes de mayo (2007) en la MLS.
A la fecha de 1 de agosto Juan Pablo Ángel lleva un total de 58 goles y 12 asistencias. Este mismo día marcó un doblete al Houston Dynamo, gracias a las 2 asistencias de su compañero Thierry Henry, después de estar en la MLS Stars.

### Los Ángeles Galaxy
En 2011 cambió de equipo para jugar con Los Ángeles Galaxy como jugador franquicia. Sin embargo, luego de seis meses sin mayor continuidad y tras el anuncio de la contratación de Robbie Keane, es cedido en préstamo al Chivas USA también en la Major League Soccer.
Llegó a ser el segundo jugador latinoamericano mejor pagado de la MLS (1,25 millones US$), por detrás del mexicano Rafa Márquez
En un partido de pretemporada para la MLS 2012, anota el segundo gol en la victoria 5 a 0 sobre el Hasental FC. En la quinta fecha de la MLS 2012 de los Estados Unidos, anota de penal en la caída de Chivas USA 1 a 2, este es su gol número 214 en clubes, 222 en su carrera.
Por la Lamar Hunt U.S. Open Cup 2012 anota de penal su primer gol del torneo en la victoria 2 a 1 sobre el Carolina RailHawks de la USL First Division (Liga no relacionada con la MLS). Su gol fue de penal al minuto 93, dando la victoria y clasificación de su equipo a cuartos de final, siendo su gol 223 de su carrera (215 con clubes). Luego de 5 partidos sin anotar goles (en la MLS), anota 2 en la fecha 15 de la MLS, llegando a 4 en el año 2012, a 11 con el club y a 225 en su carrera (216 clubes, 9 en selección). Vuelve a anotar después de 10 partidos poniendo el 1 a 1 frente al Colorado Rapids, este fue su quinto gol del año y su gol 226 en su carrera, además jugando solo en la MLS lograba 74 goles (con el NY Red Bulls hizo 60, 3 con el Galaxy y 11 con el Chivas USA) en 6 años, además tiene otro gol por la copa de los Estados Unidos dando 75 goles en su experiencia en el fútbol Estadounidense.

### Regreso en Atlético Nacional
El ex técnico verdolaga, Juan José Peláez, le dio el empujón para debutar con el equipo profesional enfrentando en el Estadio Pascual Guerrero al Deportivo Cali. Estuvo en el equipo Paisa del año 1993 al 1997 logrando una Cifra de 49 goles.
En enero de 2013 se confirma el regreso del futbolista antioqueño al Atlético Nacional, equipo con el cual ya se había coronado campeón en el año de 1994. Ángel llega como refuerzo a intentar suplir la ausencia de gol, una de las grandes deudas en la era del D.T. Juan Carlos Osorio; para ello pide la suma de 30 millones de pesos por mes teniendo en cuenta que su sueldo en EE. UU. era de 300 millones de pesos al mes, lo que demostró el gran amor que tiene por su equipo.
Angel se viste nuevamente de verde y lo hace como titular en Estadio Atanasio Girardot, donde además anota un gol en la victoria del equipo Paisa 3-0 al Atlético Huila en el Torneo Apertura 2013. Anota gol, en la victoria 4-0 frente al Itagüí en la Copa Colombia 2013.
Anota gol, en la victoria 4-0 frente al Alianza Petrolera en el Torneo Apertura 2013.
Anota gol, en el empate 3-3 frente al Patriotas en el Torneo Apertura 2013. Anota gol, en la victoria 2-1 frente al Junior en el Torneo Apertura 2013. Anota gol, en la victoria 0-2 frente al Equidad, logrando el primer gol fuera del Atanasio Girardot, en el Torneo Apertura 2013. Anota gol, en la victoria 2-1 frente al Once Caldas, en el Torneo Apertura 2013.
El 17 de julio de 2013 se consagra como campeón del Torneo Apertura con la victoria de Atlético Nacional 2-0 sobre Independiente Santa Fe en el Estadio Nemesio Camacho El Campín de Bogotá logrando así su segundo título con el club tras el obtenido en 1994.
Confirma su retiro de las canchas el 15 de diciembre de 2014, tras la eliminación de Atlético Nacional de la final del fútbol Colombiano.

### Retiro del Fútbol
Juan Pablo Ángel, confirmó su retiro de las canchas el 15 de diciembre de 2014, en una rueda de prensa en el Estadio Atanasio Girardot. 

## Selección nacional
En 1996 fue su primera convocatoria para la Selección Colombia, marcó un total de 9 goles en 33 partidos. Jugó las eliminatorias mundialistas para Francia 1998, Corea-Japón 2002 y Alemania 2006, siendo muy criticado en su país por sus discretas actuaciones en las eliminatorias, pues fue el delantero que mayor número de partidos y minutos jugó, con un pobre promedio de gol. Ángel estuvo en su selección durante un lapso de casi diez años.

### Participaciones enEliminatorias al Mundial
| Mundial                                     | Sede del Mundial       | Posición               | Resultado   | PJ | GA | Asis |
| ------------------------------------------- | ---------------------- | ---------------------- | ----------- | -- | -- | ---- |
| Eliminatorias Mundial de Francia 1998       | Francia                | 3°lugar 28pts          | Clasificado | 2  | 0  | 0    |
| Eliminatorias Mundial de Corea y Japón 2002 | Corea del Sur y Japón  | 6°lugar 27pts          | Eliminado   | 14 | 4  | 0    |
| Eliminatorias Mundial de Alemania 2006      | Alemania               | 6°lugar 24pts          | Eliminado   | 13 | 4  | 3    |
| Total en Eliminatorias                      | Total en Eliminatorias | Total en Eliminatorias | 1/3         | 29 | 8  | 3    |

### Goles
| 1 | 1 de noviembre de 1996  | Shea Stadium, New York, Estados Unidos                         | Honduras  | 2-1 | 2-1 | Amistoso                                    |
| 2 | 19 de julio de 2000     | Estadio Nacional del Perú, Lima, Perú                          | Perú      | 1-0 | 1-0 | Eliminatorias Mundial de Corea y Japón 2002 |
| 3 | 27 de marzo de 2001     | Estadio Nemesio Camacho El Campín, Bogotá, Colombia            | Bolivia   | 1-0 | 2-0 | Eliminatorias Mundial de Corea y Japón 2002 |
| 4 | 27 de marzo de 2001     | Estadio Nemesio Camacho El Campín, Bogotá, Colombia            | Bolivia   | 2-0 | 2-0 | Eliminatorias Mundial de Corea y Japón 2002 |
| 5 | 7 de noviembre de 2001  | Estadio Nemesio Camacho El Campín, Bogotá, Colombia            | Chile     | 2-1 | 3-1 | Eliminatorias Mundial de Corea y Japón 2002 |
| 6 | 7 de septiembre de 2003 | Estadio Metropolitano Roberto Meléndez, Barranquilla, Colombia | Brasil    | 1-1 | 1-2 | Eliminatorias Mundial de Alemania 2006      |
| 7 | 19 de noviembre de 2003 | Estadio Metropolitano Roberto Meléndez, Barranquilla, Colombia | Argentina | 1-1 | 1-1 | Eliminatorias Mundial de Alemania 2006      |
| 8 | 4 de junio de 2005      | Estadio Metropolitano Roberto Meléndez, Barranquilla, Colombia | Perú      | 3-0 | 5-0 | Eliminatorias Mundial de Alemania 2006      |
| 9 | 4 de septiembre de 2005 | Estadio Centenario, Montevideo, Uruguay                        | Uruguay   | 2-2 | 2-3 | Eliminatorias Mundial de Alemania 2006      |

## Estadísticas

#### En clubes
| Atlético Nacional · Colombia | 1.ª                 | 1993                | 3   | 1   | —  | —  | —  | —  | —  | — | 3   | 1   | 0,33 |
| Atlético Nacional · Colombia | 1.ª                 | 1994                | 32  | 8   | —  | —  | —  | —  | —  | — | 32  | 8   | 0,25 |
| Atlético Nacional · Colombia | 1.ª                 | 1995                | 22  | 8   | —  | —  | 6  | 2  | —  | — | 28  | 10  | 0,36 |
| Atlético Nacional · Colombia | 1.ª                 | 1995-96             | 32  | 11  | —  | —  | 8  | 1  | —  | — | 40  | 12  | 0,30 |
| Atlético Nacional · Colombia | 1.ª                 | 1996-97             | 22  | 17  | —  | —  | 11 | 1  | —  | — | 33  | 18  | 0,55 |
| Atlético Nacional · Colombia | Total 1.ª etapa     | Total 1.ª etapa     | 111 | 45  | 0  | 0  | 25 | 4  | 0  | 0 | 136 | 49  | 0,36 |
| River Plate Argentina | 1.ª                 |                     |     |     |    |    |    |    |    |   |     |     |      |
| River Plate Argentina | 1.ª                 | 1998                | 12  | 2   | —  | —  | 11 | 7  | —  | — | 23  | 9   | 0,39 |
| River Plate Argentina | 1.ª                 | 1998-99             | 31  | 11  | —  | —  | 12 | 0  | 1  | 1 | 44  | 12  | 0,27 |
| River Plate Argentina | 1.ª                 | 1999-00             | 34  | 19  | —  | —  | 9  | 9  | —  | — | 43  | 28  | 0,65 |
| River Plate Argentina | 1.ª                 | 2000                | 18  | 13  | —  | —  | 4  | 0  | —  | — | 22  | 13  | 0,59 |
| River Plate Argentina | Total club          | Total club          | 95  | 45  | 0  | 0  | 36 | 16 | 1  | 1 | 132 | 62  | 0,47 |
| Aston Villa Inglaterra | 1.ª                 | 2001                | 9   | 1   | 1  | 0  | —  | —  | —  | — | 10  | 1   | 0,10 |
| Aston Villa Inglaterra | 1.ª                 | 2001-02             | 29  | 12  | 2  | 0  | 4  | 4  | —  | — | 35  | 16  | 0,46 |
| Aston Villa Inglaterra | 1.ª                 | 2002-03             | 15  | 1   | 4  | 2  | —  | —  | —  | — | 19  | 3   | 0,16 |
| Aston Villa Inglaterra | 1.ª                 | 2003-04             | 33  | 16  | 6  | 7  | —  | —  | —  | — | 39  | 23  | 0,59 |
| Aston Villa Inglaterra | 1.ª                 | 2004-05             | 35  | 7   | 3  | 2  | —  | —  | —  | — | 38  | 9   | 0,24 |
| Aston Villa Inglaterra | 1.ª                 | 2005-06             | 31  | 3   | 6  | 1  | —  | —  | —  | — | 37  | 4   | 0,11 |
| Aston Villa Inglaterra | 1.ª                 | 2006-07             | 23  | 4   | 4  | 3  | —  | —  | —  | — | 27  | 7   | 0,26 |
| Aston Villa Inglaterra | Total club          | Total club          | 175 | 44  | 26 | 15 | 4  | 4  | 0  | 0 | 205 | 63  | 0,31 |
| New York Red Bulls Estados Unidos | 1.ª                 | 2007                | 24  | 19  | —  | —  | —  | —  | 2  | 0 | 26  | 19  | 0,73 |
| New York Red Bulls Estados Unidos | 1.ª                 | 2008                | 23  | 14  | —  | —  | —  | —  | 4  | 2 | 27  | 16  | 0,59 |
| New York Red Bulls Estados Unidos | 1.ª                 | 2009                | 25  | 12  | —  | —  | 1  | 0  | —  | — | 26  | 12  | 0,46 |
| New York Red Bulls Estados Unidos | 1.ª                 | 2010                | 30  | 13  | —  | —  | —  | —  | 2  | 1 | 32  | 14  | 0,44 |
| New York Red Bulls Estados Unidos | Total club          | Total club          | 102 | 58  | 0  | 0  | 1  | 0  | 8  | 3 | 111 | 61  | 0,55 |
| Los Angeles Galaxy Estados Unidos | 1.ª                 | 2011                | 22  | 3   | —  | —  | —  | —  | —  | — | 22  | 3   | 0,14 |
| Chivas USA Estados Unidos | 1.ª                 | 2011                | 9   | 7   | —  | —  | —  | —  | —  | — | 9   | 7   | 0,78 |
| Chivas USA Estados Unidos | 1.ª                 | 2012                | 19  | 4   | 4  | 1  | —  | —  | —  | — | 23  | 5   | 0,22 |
| Chivas USA Estados Unidos | Total club          | Total club          | 28  | 11  | 4  | 1  | 0  | 0  | 0  | 0 | 32  | 12  | 0,38 |
| Atlético Nacional · Colombia | 1.ª                 | 2013                | 24  | 7   | 5  | 3  | 2  | 1  | 7  | 2 | 38  | 13  | 0,34 |
| Atlético Nacional · Colombia | 1.ª                 | 2014                | 12  | 6   | 4  | 1  | 6  | 0  | 4  | 2 | 26  | 9   | 0,35 |
| Atlético Nacional · Colombia | Total 2.ª etapa     | Total 2.ª etapa     | 36  | 13  | 9  | 4  | 8  | 1  | 11 | 4 | 64  | 22  | 0,34 |
| Atlético Nacional · Colombia | Total club          | Total club          | 147 | 58  | 9  | 4  | 33 | 5  | 11 | 4 | 200 | 71  | 0,36 |
| Total en su carrera | Total en su carrera | Total en su carrera | 569 | 219 | 39 | 20 | 74 | 25 | 20 | 8 | 702 | 272 | 0.39 |
| (1) Incluye datos de la FA Cup (2001-07); Copa de la Liga de Inglaterra (2001-07); Lamar Hunt U.S. Open Cup (2012) y Copa Colombia (2013-14). (2) Incluye datos de la Copa Libertadores (1995-14); Supercopa Sudamericana (1995-97); Copa Interamericana (1996-97); Copa Mercosur (1998-00); Copa Intertoto de la UEFA (2001-02); Copa de la UEFA (2001-02); Liga de Campeones de la Concacaf (2009) y Copa Sudamericana (2013-14). (3) Incluye datos de la Liguilla pre-Libertadores (1998-99); MLS Cup Playoffs (2007-10) y Playoffs de Categoría Primera A (2013-14). (4) Media de goles por encuentro. No incluye goles en partidos amistosos. |                     |                     |     |     |    |    |    |    |    |   |     |     |      |

### Selecciones
| Sub-20 · Colombia | 1995          | — | — | 2  | 1  | 2  | 1  | 0,50 |
| Sub-20 · Colombia | Total         | 0 | 0 | 2  | 1  | 2  | 1  | 0,50 |
| Sub-23 · Colombia | 1996          | — | — | 4  | 1  | 4  | 1  | 0,25 |
| Sub-23 · Colombia | Total         | 0 | 0 | 4  | 1  | 4  | 1  | 0,25 |
| Absoluta · Colombia | 1996          | 1 | 1 | 1  | 0  | 2  | 1  | 0,50 |
| Absoluta · Colombia | 1997          | — | — | 1  | 0  | 1  | 0  | 0,00 |
| Absoluta · Colombia | 1998          | — | — | —  | —  | 0  | 0  | 0,00 |
| Absoluta · Colombia | 1999          | 1 | 0 | —  | —  | 1  | 0  | 0,00 |
| Absoluta · Colombia | 2000          | — | — | 9  | 1  | 9  | 1  | 0,11 |
| Absoluta · Colombia | 2001          | — | — | 5  | 3  | 5  | 3  | 0,60 |
| Absoluta · Colombia | 2002          | — | — | —  | —  | 0  | 0  | 0,00 |
| Absoluta · Colombia | 2003          | 1 | 0 | 4  | 2  | 5  | 2  | 0,40 |
| Absoluta · Colombia | 2004          | — | — | 4  | 0  | 4  | 0  | 0,00 |
| Absoluta · Colombia | 2005          | 1 | 0 | 5  | 2  | 6  | 2  | 0,33 |
| Absoluta · Colombia | Total         | 4 | 1 | 29 | 8  | 33 | 9  | 0,27 |
| Total carrera | Total carrera | 4 | 1 | 35 | 10 | 39 | 11 | 0,28 |
| (1) Incluye los partidos de la Campeonato Sudamericano Sub-20 (1995); Preolímpico Sudamericano Sub-23 (1996) y Clasificatorias Sudamericanas (1996-05). (2) Media de goles por encuentro. No incluye goles en partidos amistosos. |               |   |   |    |    |    |    |      |

### Resumen estadístico
| Competición           | Partidos | Goles | Promedio |
| --------------------- | -------- | ----- | -------- |
| Primera División      | 589      | 229   | 0,39     |
| Copas nacionales      | 39       | 20    | 0,51     |
| Copas internacionales | 74       | 25    | 0,34     |
| Selección sub-20      | 2        | 1     | 0,50     |
| Selección sub-23      | 4        | 1     | 0,25     |
| Selección absoluta    | 33       | 9     | 0,27     |
| Total                 | 741      | 285   | 0,38     |

## Palmarés y distinciones

### Campeonatos nacionales
| Título                        | Club               | Sede         | Año     |
| ----------------------------- | ------------------ | ------------ | ------- |
| Campeonato Colombiano         | Atlético Nacional  | Medellín     | 1994    |
| Primera División de Argentina | River Plate        | Buenos Aires | A-1999  |
| Primera División de Argentina | River Plate        | Buenos Aires | C-2000  |
| Conferencia del Oeste         | New York Red Bulls | Sandy        | 2008    |
| Conferencia del Este          | New York Red Bulls | Harrison     | 2010    |
| MLS Supporters' Shield        | Los Angeles Galaxy | Carson       | 2011    |
| Conferencia del Oeste         | Los Angeles Galaxy | Carson       | 2011    |
| Copa MLS                      | Los Angeles Galaxy | Carson       | 2011    |
| Campeonato Colombiano         | Atlético Nacional  | Bogotá       | I-2013  |
| Campeonato Colombiano         | Atlético Nacional  | Medellín     | II-2013 |
| Copa Colombia                 | Atlético Nacional  | Medellín     | 2013    |
| Campeonato Colombiano         | Atlético Nacional  | Medellín     | I-2014  |

### Copas internacionales
| Título                    | Club              | País       | Año  |
| ------------------------- | ----------------- | ---------- | ---- |
| Copa Interamericana       | Atlético Nacional | Costa Rica | 1997 |
| Copa Intertoto de la UEFA | Aston Villa       | Inglaterra | 2001 |

### Distinciones individuales
| Distinción                                                                                 | Año  |
| ------------------------------------------------------------------------------------------ | ---- |
| Máximo goleador de la Primera División de Argentina (13 goles)                             | 2000 |
| Jugador de la semana de la MLS (semana 7)                                                  | 2007 |
| Jugador del mes de la MLS (mayo)                                                           | 2007 |
| Jugador del mes de la MLS (junio)                                                          | 2007 |
| MVP del Juego de las Estrellas de la MLS                                                   | 2007 |
| Gol de la semana de la MLS (Semana 17)                                                     | 2008 |
| Jugador de la semana de la MLS (Semana 20)                                                 | 2008 |
| Jugador del mes de la MLS (octubre)                                                        | 2008 |
| Gol de la semana de la MLS (Semana 13)                                                     | 2010 |
| Jugador de la semana de la MLS (Semana 13 y 18)                                            | 2010 |
| Reconocimiento: Aporte en el Desarrollo y Jerarquía del Fútbol Continental por la Conmebol | 2013 |